# Esej o duszy polskiej
Esej o duszy polskiej – książka Ryszarda Legutki, traktująca o Polsce i jej społeczeństwie w okresie ostatniego półwiecza. Książka ukazała się 15 marca 2008 r. W grudniu 2018 książkę wydano w Rumunii w przekładzie Constantina Geambașa nakładem oficyny Casa Cartii de Stiinta z Klużu-Napoki.
Autor przeciwstawia się poglądowi, według którego Polacy są narodem historycznym. Twierdzi, że w 1945 roku doszło do wielopoziomowej rewolucji. Po II wojnie światowej zaczęto budować nową Polskę zamiast odbudowywać, jak to miało miejsce po I wojnie. Przez ponad 40 lat istnienia PRL Polacy stali się "narodem PRL-owskim". Legutko w swojej książce stara się rehabilitować pojęcia "naród" i "nacjonalizm". Zwraca też uwagę, że po 1989 roku polskie elity nie są w stanie odbudować narodowej tożsamości.
Tomasz Terlikowski określa publikację Legutki mianem przełomowej. 
Mariusz Cieślik w swojej recenzji stwierdził, że książka Legutki to kolejny dowód, że polscy konserwatyści bronią honoru publicznej debaty. 
Z kolei Rafał Matyja zwrócił uwagę na fakt, że Legutko wyszedł nie tylko poza stereotyp konserwatywny, ale także poza stereotyp polemiki z konserwatyzmem takim, jaki odtwarzał się w ostatniej ćwierci minionego wieku.